# 梵净火绒草
梵净火绒草（学名：Leontopodium fangingense）是菊科火绒草属的植物，为中国的特有植物。分布于中国大陆的贵州等地，多生在湿润地的岩石上，目前尚未由人工引种栽培。